# Християнство в Європі
| 95–100% | Мальта Молдова Вірменія Румунія Ватикан                                                                         |
| 90–95%  | Сан-Марино Португалія Ліхтенштейн Ірландія Сербія Хорватія Польща Ісландія                                      |
| 80–90%  | Фінляндія Австрія Угорщина Болгарія Італія Данія Україна Норвегія Словаччина Монако Греція Грузія Андорра Литва |
| 70–80%  | Люксембург Білорусь Швейцарія Кіпр Росія Чорногорія Словенія Іспанія                                            |
| 60–70%  | Франція Бельгія Велика Британія Швеція Німеччина                                                                |
| 50–60%  | Нідерланди Боснія та Герцеговина Латвія Північна Македонія                                                      |
|         | |
| 30–40%  | Естонія |
| 20–30%  | Чехія |
| 5–20%   | Албанія Казахстан                                                                                               |
| 2–4%    | Азербайджан |
| < 1%    | Туреччина |

Християнство — найбільша релігія в Європі. Християнство проповідується в Європі з першого століття, низка послань Павла була адресована християнам, які проживали у Греції, а також в багатьох частинах Римської імперії.
За даними дослідження, проведеному в Pew Research Center в 2010 році, 76,2% населення Європи назвали себе християнами.
В 2010 році католики були найбільшою християнською групою в Європі, на неї припадало понад 48% європейських християн. Другою за величиною християнською групою в Європі є православні, які складали 32% європейських християн. Близько 19% європейських християн були прихожанами протестантської церкви. Найбільшу відсоткову частку християн від усього населення країни мають Румунія (99,5%), Польща (94,3%), Греція (89,5%), Італія (85,1%), Україна (83,8%).
Після прийняття християнства римським імператором Костянтином у IV столітті, Європа стала важливим центром християнської культури, навіть незважаючи на те, що релігія була успадкована з Близького Сходу, а важливі християнські громади процвітали за межами Європи, наприклад, православ'я та Церква Сходу. Християнська культура є важливою силою західної цивілізації, що вплинула на напрям філософії, мистецтва та науки.
Європа має багату християнську культуру, тим паче, що численні святі, мученики та папи були європейцями. Усі римо-католицькі папи з 741 по 2013 рік були з Європи. Європа об’єднала багато святих християнських місць, спадщин та релігійних центрів.

## Історія
Історики вважають, що святий Павло написав своє перше послання християнам Салоніків (до Солунян) близько 52 року нашої ери. Його Послання до Галатів, можливо, було написано ще раніше, між 48 і 50 роками н.е. Інші послання, написані Павлом, були для християн, які проживали в Греції (1 Коринтян, 2 Коринтян, Филимона, Филип'ян, 2 Солунян) та Римі (Римлян) у період з 50-х до 70-х років першого століття.
До 201 року нашої ери або раніше, за царя Абгара Великого, Осроена стала першою християнською державою. Вірменія була другою державою у світі, яка прийняла християнство як свою державну релігію в 301 р. н. е. Найстаріша державна церква у світі, Собор Ечміадзін, була побудована між 301-303 рр. н.е. Це резиденція Вірменської Апостольської Церкви. Римська імперія офіційно прийняла християнство в 380 р. н.е. Під час раннього середньовіччя більша частина Європи зазнала християнізації, по суті, завершилася прийняттям християнства Балтії в XV столітті. Виникнення поняття «Європа» або «Західний світ» тісно пов'язане з ідеєю християнства, тим паче, що християнство на Близькому Сході було маргіналізоване підйомом ісламу з 7 століття, процесом, яке призвело до хрестових походів, які, хоча і не були військовими, були важливим кроком у становленні релігійної ідентичности Європи. У всі часи традиції народної релігії існували в значній мірі незалежно від офіційних конфесій чи догматичної теології.
Починаючи з Середньовіччя, коли централізована римська влада зменшувалася в південній та центральній Європі, панування католицької церкви було єдиною послідовною силою у Західній Європі. За епохи Середньовіччя 9-13 століття християнська ідея проникає в усі сфери суспільного життя, взявши під свій вплив філософію, науку та мистецтво.
Рухи в мистецтві та філософії, такі як гуманістичний рух епохи Відродження та схоластичний рух середньовіччя, були мотивовані прагненням з’єднати католицизм із грецькою думкою, приведеною християнськими паломниками.

## Культурний вплив

Базиліка святого Петра

Західна культура протягом більшої частини своєї історії майже дорівнювала християнській культурі, і більшість населення Західної півкулі в цілому можна було б охарактеризувати як частину християнської культури. Поняття "Європа" та "Західний світ" тісно пов'язане з поняттям "християнство та християнський світ", багато хто навіть приписує християнство те, що воно є тією ланкою, яка створила єдину європейську ідентичність.
Хоча західна культура містила кілька політеїстичних релігій у перші роки її існування в Греції та Римській імперії. Коли централізована римська влада зменшувалася, католицька церква була єдиною послідовною силою в Європі. До епохи Просвітництва християнська культура керувала напрямом філософії, літератури, мистецтва, музики та науки. Згодом християнські дисципліни відповідних мистецтв перетворилися на християнську філософію, християнське мистецтво, християнську музику, християнську літературу тощо.
Християнство мало суттєвий вплив на освіту, науку та медицину, оскільки церква створила основи західної системи освіти і була організатором заснування університетів у західному світі, оскільки університет, як правило, вважається інститутом, який має свої походження в середньовічній християнській обстановці.  Багато священнослужителів та християнських орденів, такі як єзуїти, зробили чималий вагомий внесок у розвиток науки. Цивілізаційний вплив християнства включає соціальний добробут, медицину, економіку, політику, архітектуру, літературу та сімейне життя.
Хоча протестантська реформація була релігійним рухом, вона також мала сильний вплив на всі інші аспекти європейського життя: шлюб та сім'ю, освіту, гуманітарні та наукові науки, політичний та соціальний лад, економіку та мистецтво.

## Деномінації
Християнство в Європі за деномінаціями

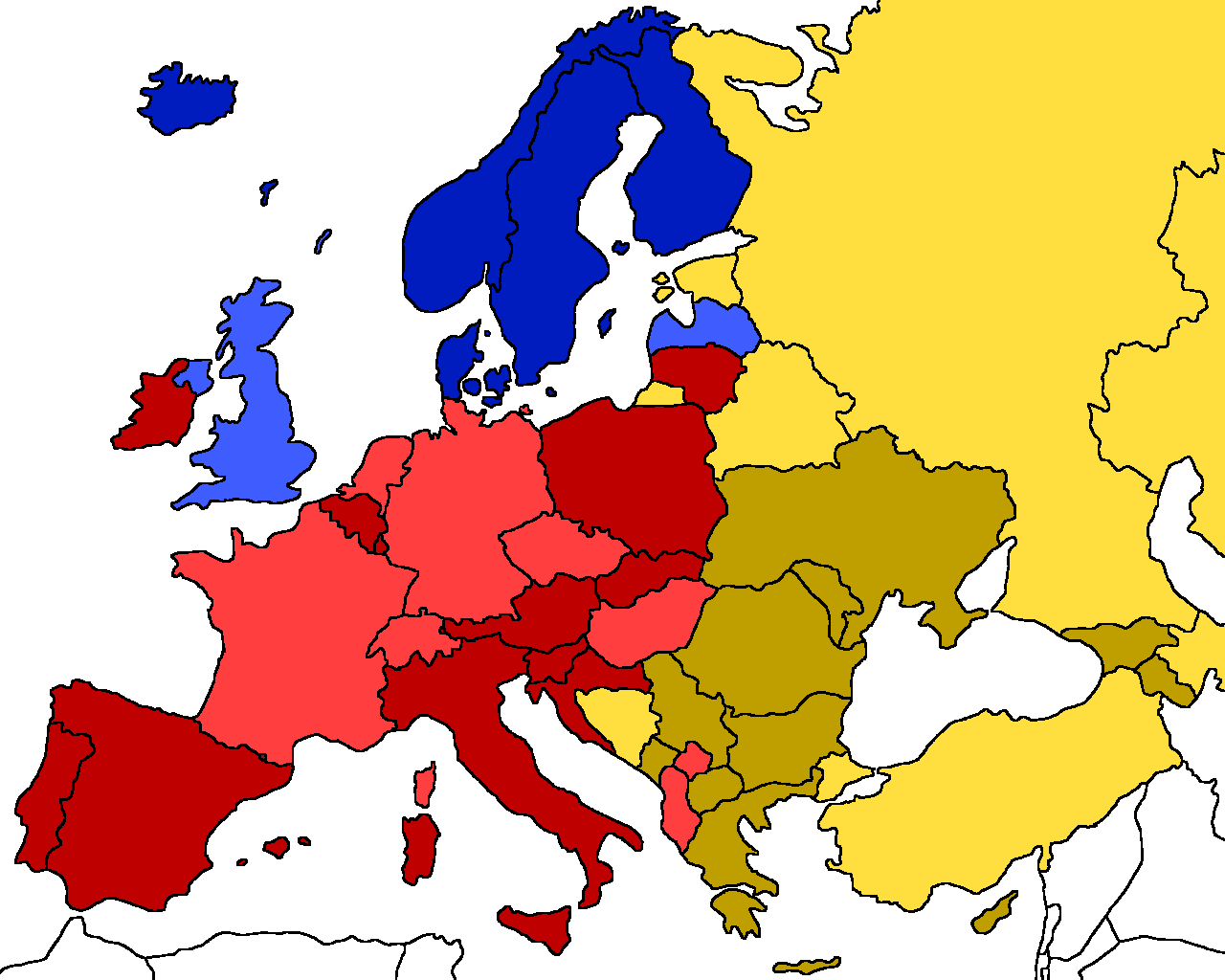
Європейські країни за найбільшою християнською деномінацією.
Католицизм менш ніж 50%
Католицизм більш ніж 50%
Протестантизм менш ніж 50%
Протестантизм більш ніж 50%
Православ'я менш ніж 50%
Православ'я більш ніж 50%

- Католицизм: європейські країни чи райони зі значним католицьким населенням — Андорра, Австрія, Західна Білорусь, Бельгія, Хорватія, Франція, західна та південна Німеччина, Угорщина, Ірландія, Італія, Ліхтенштейн, Литва, Люксембург, Мальта, Монако , Польща, Португалія, Сан-Марино, Словаччина, Словенія, Іспанія, центральна та південна Швейцарія, західна Україна та Ватикан.[13] Також є великі католицькі меншини в Боснії та Герцеговині (13-17%), Албанії (10-15%),[14] Великій Британії та Нідерландах (25%).[15] У Чехії католики становлять 10% населення. У Сербії та Румунії католики становлять понад 5% всього населення.
  - Східні католицькі церкви зустрічаються здебільшого на заході України, південній Італії, східній Словаччині, Румунії та Угорщині. Вони також існують в мізерній кількості в Росії, Сербії, Польщі, Франції (особливо на Корсиці), Північній Македонії та Греції.

- Православ'я: європейські країни або райони зі значним православним населенням — це Білорусь, Болгарія, Кіпр, Грузія, Греція, Північна Македонія, Молдова, Румунія, Росія, Сербія, Україна, Чорногорія, та європейські частини Казахстану.[13] Православні християни є великою меншиною в Албанії, Боснії та Герцеговині та Естонії. Невеликі меншини православних християн живуть у Фінляндії (особливо в Карелії), Литві, Вірменії та Польщі.
- Орієнтальне православ'я: у Вірменії орієнтальне православ'я є основною релігією.
- Протестантизм: європейськими країнами або районами зі значним протестантським населенням є Данія, Фінляндія, центральна, східна та північна частини Німеччини, Ісландія, Норвегія, Швеція, Велика Британія, а також східна, північна та західна частини Швейцарії[13]. Існують значні протестантські меншини в Естонії, Латвії, Франції, північно-східному П'ємонтському регіоні Італії, Словаччині, західній та південній частині Німеччини, східній частині Угорщини, Австрії, Чехії, Польщі, Нідерландах, Ірландії, Сербії та Румунія.
  - Англіканство — найбільша конфесія у Сполученому Королівстві (Англія та Уельс), з великою меншиною в Північній Ірландії, а менша кількість - в Ірландії, Мальті, Шотландії, Іспанії та Португалії.[13]
  - Кальвінізм у формах континентальної реформованої церкви, пресвітеріанства та конгрегаціоналізму переважає у Північній та Західній Швейцарії, у Нідерландах, а в Німеччині та Угорщині є меншини. Це основна релігія в Шотландії та значна меншина у Північній Ірландії, менша кількість — в Англії та Уельсі, Ірландії та Мальті.
  - Лютеранство поширене в Норвегії, Швеції, Данії, Ісландії, Фінляндії, північній та західній Німеччині. Також є меншини по всій Європі, зокрема в південній Німеччині, Естонії, Латвії, Угорщині та Ельзасі (Франція), менша кількість — в Австрії, Польщі та Нідерландах, Румунії (серед німецьких та угорських етнічних груп), Швейцарії, Італії та Великій Британії.
  - Методизм — важлива конфесія меншин у Великій Британії та Ірландії. Методизм і особливо Об'єднана методистська церква є в більшості країн Європи.